# 조산 운동

20세기 후반의 판 구조

조산 운동(造山運動, 영어: orogeny)은 지구 표면을 덮은 약 10장의 강한 판이 운동을 하여 다른 판에 부딪치거나 다른 판 밑으로 들어가는 것을 말한다. 판끼리 접촉하는 지대에서는 지진이나 화산 활동이 빈번하게 일어난다. 조산 운동을 통해 알프스나 히말라야 같은 대산맥도 생겨난다. 이와 같은 견해를 판구조론이라 한다. 여기서는 판구조론에 입각하여 조산활동을 살펴보기로 한다.

## 조산운동론의 변천

### 고전적인 조산론(古典的 造山論)-지향사설(地向斜說)
판구조론이 등장하기 이전에는 지향사설에 의해 산맥 생성을 설명하였다. 히말라야산맥이나 알프스산맥에는 두꺼운 지층이 습곡을 일으키거나 단층에 의해 절단된 상태로 지표에 노출되어 있다. 이와 같은 산맥을 구성하고 있는 지층이 쌓인 너비가 수백km에 길이가 수천km에 달하는 바닷속의 길다란 홈을 지향사라고 하였다. 이 가느다란 홈은 위에 켜켜이 쌓이는 퇴적물의 무게로 점점 깊어진 것으로 여겨졌다. 또한 지구가 수축을 일으켰기 때문에 지구 표면에 생긴 주름 가운데 커다란 것이 지향사라고 생각한 학자도 있었다. 그러나 현재는 그 모든 설이 잘못된 것으로 받아들여지고 있다. 지향사의 최대 침강부는 지층이 지하 깊숙이 패여 들어가기 때문에 고온·고압 상태가 된다. 그 결과 지층을 구성하고 있는 암석이 변성암이 된다. 온도가 더 한층 상승하면 마그마도 발생한다. 열에너지 증대에 수반하여 최대 침강부에서 융기 운동이 개시된다. 그 융기 과정에서 지층은 사방에서 압축을 받아 습곡산맥이 형성된다. 습곡산맥의 중추부에는 마그마가 관입하여 화강암이 생긴다. 이것이 지향사설에 근거하는 산맥 형성의 대략적인 내용이다. 지향사설은 산맥 형성의 중요한 원동력을 상하 방향의 힘으로 한 점에서 수평 방향의 운동을 중시하는 대륙 이동설에서 판구조론에 이르는 조산 운동론과 크게 다르다. 오랜 세월 동안 양자는 논쟁을 거듭해 왔는데, 결국 지향사설은 판 구조론에 자리를 내주었다.

### 판 구조론(板構造論)
판구조론은 1960년대 말부터 1970년대 초에 걸쳐 확립된 설이며, 최근에는 대부분의 지학(地學) 현상이 판구조론에 입각하여 논의되고 있다. 지구 표면은 두께 60-120km인 약 10장의 강판(플레이트)으로 뒤덮여 있으며, 이들 판이 수평 방향으로 이동함으로써 지진, 화산 활동, 조산 운동 등의 지학 현상이 일어난다고 주장한다. 다시 말해서 지학현상은 운동하는 판의 상호작용에 의해 일어나는 것이다. 따라서 중요한 지학현상은 판의 경계에서 일어나게 된다. 판구조론은 수평방향의 운동을 중요한 것으로 생각하는 점이나 각지에서 일어나고 있는 지학현상을 지구 규모에서 통일적으로 설명하고 있다는 점에서 종래의 조산론과 크게 다르다. 판은 상부 맨틀의 비교적 점성이 낮은 아세노스페어 위를 미끄러지듯이 이동한다. 판의 이동은 스케이트로 얼음 위를 지치는 것에 비유할 수 있다. 스케이트 부분이 판이고, 아세노스페어가 얼음과 스케이트 사이에 생기는 수분층에 해당한다. 판의 이동 속도는 연간 수cm 정도이다.

#### 판구조론에 의한 조산 운동

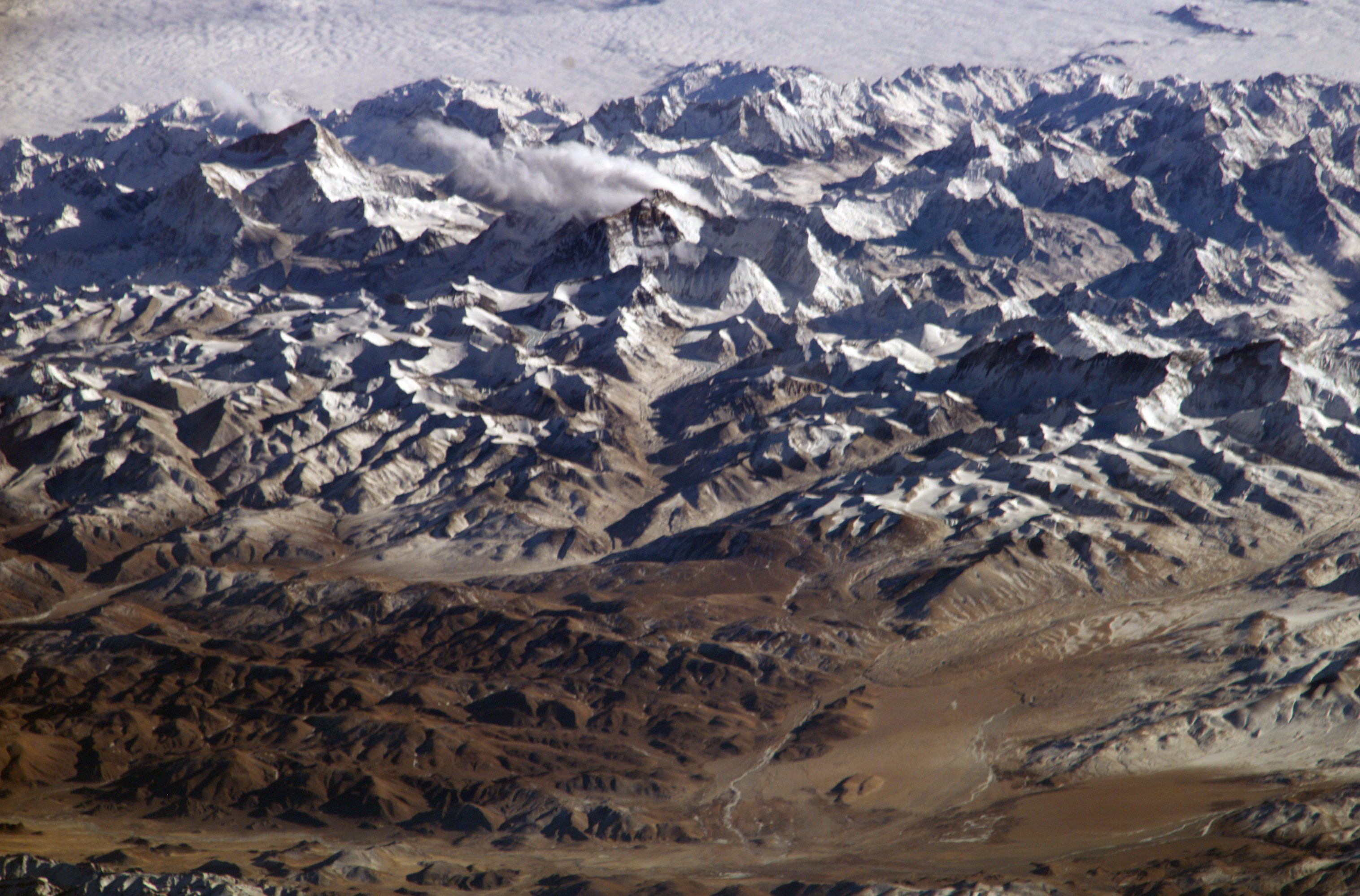
우주에서 바라본 히말라야 산맥

##### 판구조론과 세 종류의 조산대(造山帶)
지구의 표면적이 일정하여 변하지 않는다고 하면 지구상의 판의 경계는 다음의 세 종류가 된다. 첫째 판이 만들어지는 곳, 둘째 판이 서로 근접해 오는 곳, 셋째 판이 서로 스쳐 지나가는 곳이다. 이들 세 종류의 경계에서는 특징적인 지학 현상이 일어난다. 안데스산맥, 히말라야산맥, 알프스산맥 같은 대규모 조산대는 서로 근접하는 경계에 존재한다. 그래서 여기에서는 판이 서로 근접하는 경계에서의 조산운동을 살펴보기로 하자. 이 경계는 크게 둘로 나눌 수가 있다. 즉 판이 다른 판 밑에 가라앉는 경계와 판과 판이 충돌하는 경계이다.

##### 판의 침강에 의해 생긴 조산대(造山帶)
침강 경계는 주로 태평양 주변에 있다. 동태평양 해령에서 생산된 해양판이 그곳에서 대륙판 밑에 가라앉아 있다. 태평양판이 가라앉아 있는 나츠카판 침강대(沈降帶) 위에 있는 안데스 산맥은 침강대에 있는 조산대이다. 해구의 대륙쪽에는 해양판 위에 퇴적한 심해 퇴적물이나 해양판 자체를 구성하고 있는 현무암 등이 해양판에서 떨어져 나와 붙어 있다. 육상에서는 해구의 축에 평행한 단층이나 습곡을 흔히 볼 수 있다. 이들은 해양판에 의해 밀려나와 생긴 것으로 여겨진다.

##### 대륙의 충돌에 의해 생긴 조산대(造山帶)
알프스산맥이나 히말라야산맥은 세계의 산맥을 대표하고 있다. 이들 대산맥은 판의 충돌 지대에 형성된 것으로, 전자는 아프리카판과 유라시아판의 충돌 경계에, 후자는 인도-오스트레일리아판과 유라시아판의 충돌 경계에 있다. 인도-오스트레일리아판이 유라시아판 밑에 계속 가라앉자 인도-오스트레일리아판 위에 있는 인도대륙은 유라시아대륙에 점차 가까이 접근하여 약 3,800만 년 전에 결국 충돌했다. 인도 대륙은 비중이 비교적 작은 암석으로 이루어져 있어 간단히 가라앉을 수는 없기 때문에 대륙 지각이 들어올려져 거대한 히말라야산맥이 형성되었다.

## 세계의 조산대

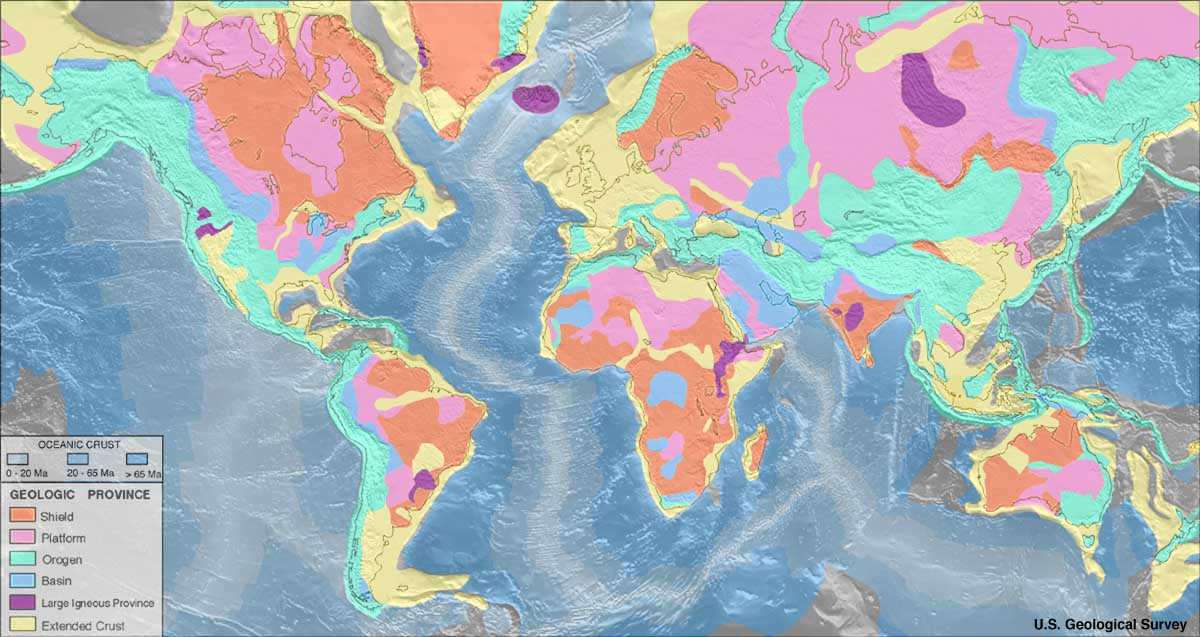
해양 지각의 나이(Ma: 백만년)
: 0 - 20 Ma, : 20 - 65 Ma, : 65 Ma -
대륙 지각의 성격
: 순상지, : 대지, : 조산대, : 분지, : 거대 화성암 지역, : 확장된 대륙 지각

### 조산대(造山帶)와 순상지(楯狀地)
고생대 이후 지구상에는 세 차례에 걸쳐 조산운동이 일어난 것으로 보인다. 가장 나중에 일어난 조산운동이 중생대에서 신생대에 걸쳐 일어난 알프스조산운동이다. 고생대에 일어난 것은 현대에 가까운 것부터 말하면 발리스칸조산운동, 칼레도니아조산운동이다. 신생대의 조산대는 현재 판의 침강·충돌 경계에 있으며, 알프스·히말라야·로키·안데스라는 세계에서 손꼽히는 산맥 지대가 되어 있다. 오래된 조산대는 과거에 판의 경계 부분에 발달한 것으로 여겨진다. 고생대 이후 조산대 사이를 메우듯이 존재한 것이 순상지이다. 순상지에는 선캄브리아시대의 변성암류나 화강암 등 조산대의 중심부를 구성하고 있는 암석이 복잡한 구조를 띠며 널리 분포하고 있다. 순상지는 선캄브리아시대에 몇 차례의 조산 운동을 받은 후에 안정된 지각이다.

### 대륙의 성장
북아메리카 대륙에서는 대륙의 중심부에 오래된 암석이 분포하며, 주변으로 갈수록 보다 새로운 암석이 분포하고 있다. 판구조론의 입장에서는 이러한 암석의 분포는 다음과 같이 설명할 수 있다. 지구 역사의 초기에 지구 표면에 판이 형성되어 판 구조론이 제 기능을 발휘하기 시작하자 처음에는 작은 대륙 지각이 형성된다. 그 후 대륙의 주변에서는 판의 침강이 빈번히 일어나 퇴적물이 쌓이며, 화산 활동이 일어나기도 하고 때로는 판끼리 충돌을 일으키기도 하는 등 대륙은 점차 바깥쪽을 향해 성장한다.

### 대륙
대륙의 내부에는 보통 낮고 편평한 순상지(楯狀地：shield)라고 하는 넓은 지역이 발달하고 있으며, 그 둘레를 습곡산맥이 에워싸고 있다. 순상지는 대개 강하게 습곡하여 대부분이 변성암으로 변하고 있는 선(先)캄브리아 시대의 오래된 암석이 노출하고 있고, 그 위를 새로운 시대의 엷은 지층이 거의 수평상태로 덮고 있다. 이와 같은 사실은 순상지가 선캄브리아시대에는 조산대였던 것이 지배사(地背斜)의 단계를 지나, 낮고 편평한 지형이 된 연후에 수직방향이 조륙운동만을 받은 안정된 지역으로 변하였음을 말해 주고 있다. 그리고 고생대 이후에는 선캄브리아시대의 낡은 조산대 둘레에 새로운 조산대가 생겨서, 그것도 지배사의 단계를 지나면 저평(底平)한 안정된 지역이 되어서 순상지를 넓혀 간다. 이와 같이 대륙은 조산운동의 역사와 더불어 긴 지질시대를 경과하여 형성된 것으로, 대륙에는 오랜 조산대의 기록이 남아 있다.

### 호상열도(弧狀列島)
호상열도는 남북 양(兩)아메리카 대륙과 아시아 대륙 사이에 끼인 태평양 해역의 가장자리에 발달하여 있다. 그 중에서 류큐∼타이완 도호열(島弧列)·일본 혼슈 도호열·캄차카∼알류샨 도호열 등이 접합하여 화채(花菜)를 이은 모양으로 되어 있으므로 화채열도(花菜列島)라고도 불린다. 이들 호상열도(弧狀列島)는 대륙 주변에서 가장 새로운 알프스 조산대와 평행하고 있다. 또한 지진대나 화산대·해구의 분포와도 일치하고 있어 지각의 구조와도 깊은 관계가 있다. 특히 태평양의 성인과 관련이 있다고 생각되어 있다. 즉 알프스 조산운동 가운데서 호상열도를 따라 지각에 단열(斷裂)이 생겨, 맹렬한 화산운동이 따르면서 태평양과 호상열도를 형성시킨 것이다. 녹색 응회암(凝灰岩：그린터프)은 이 시기에 만들어진 암석이기 때문에, 호상열도를 형성한 변동을 그린터프 변동이라고 한다.

### 연대측정(年代測定)
지구의 연대는 상하로 겹쳐진 지층의 신구(新舊)를 눈금으로 하여 그 속에 포함된 화석의 변화의 전도에 따라 상대적인 연대를 정할 수가 있다. 즉 진화된 화석이 산출되는 지층일수록 그 연대가 새로운 것이 된다. 이렇게 하여 정한 지구의 연대를 상대 연대(相對年代)라고 한다. 상대연대에서는 화석의 기록이 많고 진화가 현저한 새로운 연대일수록 그 기간이 짧음에도 불구하고 세분하기가 가능하다. 방사성 원소의 발견으로 이를 함유한 광물이 만들어진 절대 연수(絶對年數)를 측정할 수 있게 되었다. 방사성 원소는 방사능에 의해 일정 기간에 원래의 양의 반만큼 붕괴하여 다른 원소로 변해간다. 그러므로 우라늄, 토륨, 칼륨 등의 방사성 원소를 함유한 광물을 화성암 중에서 추출하여, 이들 원소가 납이나 아르곤으로 변화한 양에 따라서 그 화성암이 생긴 절대연대를 측정하고 있다. 지금까지 측정된 가장 오랜 암석의 절대연대는 38억년을 나타내고 있다.